# قبائل المغرب
عائلة السيافي  هي عائلة من قبيلة بني خالد من فخذ الجبور مساكنهم الاحساء عائلة بن كامل المغربية اصلهم بلوش المبرز .

## القبائل التي كانت قبل الإسلام
- قبائل صنهاجة يعود أصلهم إلى بربر الذي ينتسب اليه البربر (الأمازيغ).[1]
- قبائل زناتة
- قبائل مكناسة قبائل نزحت من أراضي تونس حاليا إلى المغرب قبل الإسلام
- قبائل نفزاوة قبائل سكنت الأراضي الصحراوية جنوب شرق المغرب

## القبائل التي دخلت المغرب مع التغريبة الهلالية
- بنو هاشم
- بنو هلال
- بنو سليم
- بنو معقل

## القبائل الحالية
- عائلة ولاد سيدي عبدالله بنعزة من الشرفاء الأدرسة يرجع أصولهم العربية إلى فاطمة الزهراء
- قبائل زيان
- قبائل الشاوية اتحاد قبائلي عربي يرجع أصولها لعرب بنو هلال وبنو سليم [2]
- قبائل الغرب (احد كورث) ودكالة قبائل عربية يرجع أصولها لبني جشم وعرب مضر وعرب سليم وعرب بنو هلال[3]
- قبائل عبدة هو تحالف قبائلي يقع بالمغرب وأصله عرب بني معقل[4]
- قبائل مصمودة وريف وسوس قبائل موجودة في المغرب ذات أصول أمازيغية.
- قبيلة أهل رشيدة هي قبيلة عربية، وتسمى أيضًا أولاد سيدي يعقوب[5]
- قبيلة بنو حسان بني حسان قبيلة عربية وأحد أكبر بطون بني معقل موطنها درعة والساورة وتيديكلت وسوس إلى المحيط الأطلسي،
- قبيلة الرحامنة قبيلة عربية تقع شمال مدينة مراكش
- قبائل بني معقل وبنو هلال تتنتشر في المغرب نواحي دكالة وعبدة والغرب
- قبيلة أولاد أبي السباع، قبيلة عربية إدريسية عدنانية ينتسبون إلى عامر الهامل أبي السباع الإدريسي [6][7][8]
- قبائل كنته في الصحراء ذات أصول عربية
- قبيلة عرب الصباح الهلالية بتافيلالت